# Vladimir Šeks
Vladimir Šeks (Osijek, 1. siječnja 1943.) hrvatski je pravnik i političar, predsjednik 5. saziva Hrvatskog sabora. Jedan je od tvoraca prvog hrvatskog Ustava.

## Životopis

### Mladost i obrazovanje
Vladimir Šeks rođen je u Osijeku. Diplomirao je na Pravnom fakultetu u Zagrebu 1966. godine.

### Odvjetnička služba
Pripravnički staž obavljao je u Općinskom javnom tužiteljstvu u Vinkovcima od 1967. do 1969. godine, nakon čega je godinu dana radio kao zamjenik Općinskog javnog tužitelja u Vinkovcima. Jednu je godinu radio kao sudac Općinskog suda u Osijeku (1970. – 1971.), a zatim kao zamjenik Okružnog javnog tužitelja u Osijeku kada je kao politički nepoćudan otpušten iz službe. Od 1972. do 1981. godine radio je kao odvjetnik. 1981. godine uhićen je zbog "protudržavne djelatnosti", osuđen na 13 mjeseci zatvora, te je izgubio pravo na odvjetništvo. 1985. izdržao kaznu u trajanju od 7 mjeseci.
Od 1987. godine djeluje u međunarodnim nevladinim organizacijama za ljudska prava (osnivač i kopredsjednik jugoslavenskoga helsinškog komiteta, međunarodni član Amnesty Internationala, promatrač IGFM-a (Internationale Gesellschaft für Menschenrechte) (Frankfurt) za jugoistok Europe).

### Političko djelovanje
Godine 1989. i 1990. godine izabran je za potpredsjednika HDZ-a. 1990. godine izabran je prvi puta za zastupnika u Saboru RH, potpredsjednika Sabora i predsjednika Odbora za ustavna pitanja te predsjednika Zakonopravne komisije Sabora. Ostao je zapamćen po tome što je 8. listopada 1991. godine javno za govornicom Sabora pročitao Odluku o raskidu državnopravnih sveza s ostalim republikama i pokrajinama SFRJ.
1992. godine izabran je za zastupnika u Hrvatski sabor po drugi put, potpredsjednika Sabora, a potom je od 15. travnja do 12. kolovoza 1992. godine obnašao dužnost javnog tužitelja Hrvatske (Javni tužilac Hrvatske). Od 14. kolovoza 1992. godine do jeseni 1994. godine bio je potpredsjednik Vlade RH za unutarnju politiku. Od 1995. do 1999. član je Predsjedništva HDZ-a, od 1998. godine potpredsjednik HDZ-a i član Vijeća obrane i nacionalne sigurnosti i Vijeća za strateške odluke Predsjednika RH.
Od listopada 1995. izabran je treći put za zastupnika u Hrvatski sabor, od 1995. do 1999. godine obnašao dužnost potpredsjednika Zastupničkog doma. i predsjednika Odbora za Ustav, Poslovnik i politički sustav uz dužnost predsjednika Kluba zastupnika HDZ-a u Hrvatskom saboru.
2000. godine (siječanj) izabran za zastupnika u Hrvatski sabor (četvrti mandat). Nakon parlamentranih izbora 2003. godine, na konstituirajućoj sjednici Hrvatskoga sabora održanoj 22. prosinca 2003. godine, izabran je za predsjednika Hrvatskoga sabora. Konstituiranjem šestog saziva 11. siječnja 2008., na dužnosti predsjednika Sabora zamijenio ga je Luka Bebić.
Godine 2011. ponovno je izabran za saborskog zastupnika.

## Djela
Šeks je objavio više pravnih i političkih rasprava te nekoliko publicističkih i memoarskih knjiga.
- Delikt mišljenja (1986.)[3]
- Intimni dnevnik (1988.)[4]
- Stara Gradiška (1988.)[5]
- Tmina zatvorskog sna (1993.)[6]
- Ogledi o slobodi savjesti (1994.)[7]
- Opasna vremena (1997.)[8]
- Politika i politikanstvo u Istri (1999.)[9]
- Temeljci hrvatske državnosti (2005.)[10][11][12]
- 1991. - moja sjećanja na stvaranje Hrvatske i Domovinski rat (1-2, 2015.)[13][14][15]
- Državni udar (1-2, 2017.)[16][17]

## Nagrade i priznanja
Šeks je odlikovan, između ostalog, i Veleredom kralja Petra Krešimira IV. s lentom i Danicom. Veleredom ga je 29. prosinca 2008. godine odlikovao predsjednik Republike Hrvatske Stjepan Mesić.

## Vanjske poveznice
Mrežna mjesta
- Vladimir Šeks, Jugoslavija i međunarodni pravni dokumenti o pravima čovjeka, Revija za sociologiju 3-4/1989., Hrčak
- [neaktivna poveznica], ulomak iz knjige 1991. - moja sjećanja na stvaranje Hrvatske i Domovinski rat